# Через океан (фільм)
Через океан (англ. Across the Pacific) — американський шпигунський фільм 1942 року, події якого розгортаються напередодні вступу США до Другої світової війни. Зйомки фільму були розпочаті режисером Джоном Г'юстоном, але після того, як він приєднався до Сигнального корпусу армії США, зйомки були продовжені  Вінсентом Шерманом. У фільмі знімались такі зірки як Гамфрі Богарт, Мері Астор та Сідні Грінстріт. Оригінальний сценарій зобразив спробу запобігти японському плану вторгнення на Перл-Гарбор. Коли сталася реальна атака на Перл-Гарбор, виробництво фільму було припинено на три місяці, відновившись 2 березня 1942 року, а у сценарії Перл-Гарбор було змінено на Панаму.

## Сюжет
Кінець 1941 року. Рік Леланд (Гамфрі Богарт) не приховує свого нелояльного ставлення до рідної країні після того, як був відправлений під трибунал. Він знаходиться на борту японського корабля, що пливе на схід, де працює як секретний агент американської розвідки під прикриттям. Його завдання зблизитися з одним із пасажирів — доктором Лоренцем (Сідні Грінстріт), професором соціології. Щодо вченого немає ніяких сумнівів — він ворожий агент. Лелану належить перевірити також особу іншого пасажира — чарівної канадської мандрівниці Альберти Марлоу (Мері Астор). Але Рік ще не знає з якою змовою йому ще доведеться зіткнутися...

## У ролях
- Гамфрі Богарт — Рік Леланд
- Мері Астор — Алберта Марлоу
- Сідні Ґрінстріт — доктор Лоренц
- Кем Тонг — Окі, слуга доктора Лоренца
- Чарльз Хелон — А. В. Сміт
- Віктор Сен Юнг — Джо Тоцуіко
- Роланд Гот — Суджи
- Лі Танг Фу — Сем Вінг Он, друг Ріка
- Френкс Вілкокс — капітан Моррісон
- Пол Стентон — полковник Харт
- Лестер Метт'юз — канадський майор
- Джно Хемільтон — голова трибуналу
- Роланд Дрю — капітан Харкнесс
- Монте Блю — Ден Мортон
- Честер Ген — капітан Хігото
- Річард Лу — старший офіцер Міюма
- Кей Люк — службовець пароплавної компанії
- Руди Роблз — філіппінський вбивця
- Спенсер Чан — головний інженер Міцуко
- Том Стівенсон — незнайомець
- Ентоні Карузо — водій таксі (в титрах невказаний)
- Філіп Ан — інформатор у театрі (в титрах невказаний)

## Виробництво
20 грудня 1941 року The New York Times повідомила про те, що історія Карсона, на який був заснований фільм, була продана за 12 500 доларів.
Після перерви, спричиненої атакою на Перл-Гарбор, виробництво відновилося 2 березня 1942 р. Зйомки продовжувались до 2 травня 1942 р.. Прем'єра пройшла в Нью-Йорку 4 вересня 1942 року.

#### Зміна режисерів
Під час зйомок, режисер Джон Г'юстон був призваний до армії. Вінсент Шерман посів режисерське крісло 22 квітня 1942 р.  і закінчив зймоки фільму. Після цього та зміни сценарії, вже готові епізоди фільму були частково перезняті.

## Прийом
У Variety далі таку оцінку: "Хоча картина не дуже вражає напруженістю, як наприклад "Мальтійський сокол", це легка та доволі швидкоплинна мелодрама. Г'юстон спритно працює зі сценарієм, написаним Макаулі.
5 вересня 1942 року Бослі Кроутер з "Нью-Йорк Таймс" дав високу оцінку  "молодому містеру Г'юстону ... на цей раз він зробив шпигунську картину, яку переповнює страхітливість та невизначеність ... він ніколи не дає глядачу точно здогадатись, що далі буде з героями картини... з цими оманливими персонажами, з чудовими діалогами та реалістичними подіями, містер Г'юстон подарував Уорнерам чудову "картину страху". Це як мати ніж вструмлений у ребрах півтори години".

## Касові збори
Згідно з записами Warner Bros, фільм заробив 1,381,000 доларів у прокаті США та 994 000 у світовому прокаті.